# Rychlostní silnice S2 (Rakousko)
Rychlostní silnice S2 (německy Schnellstraße S2, Wiener Nordrand Schnellstraße) je rychlostní silnice v Rakousku v severní části Vídně a spolu s dálnicí A23 a rychlostní silnicí S1 tvoří obchvat Vídně. U výjezdu na Hirchstettner Straße přímo navazuje na dálnici A23 a po necelých 500 m za výjezdem 7 na Bundesstraße 8 u Süßenbrunnu na ni přímo navazuje rychlostní silnice S1. Délka rychlostní silnice je 7,4 km.

## Galerie

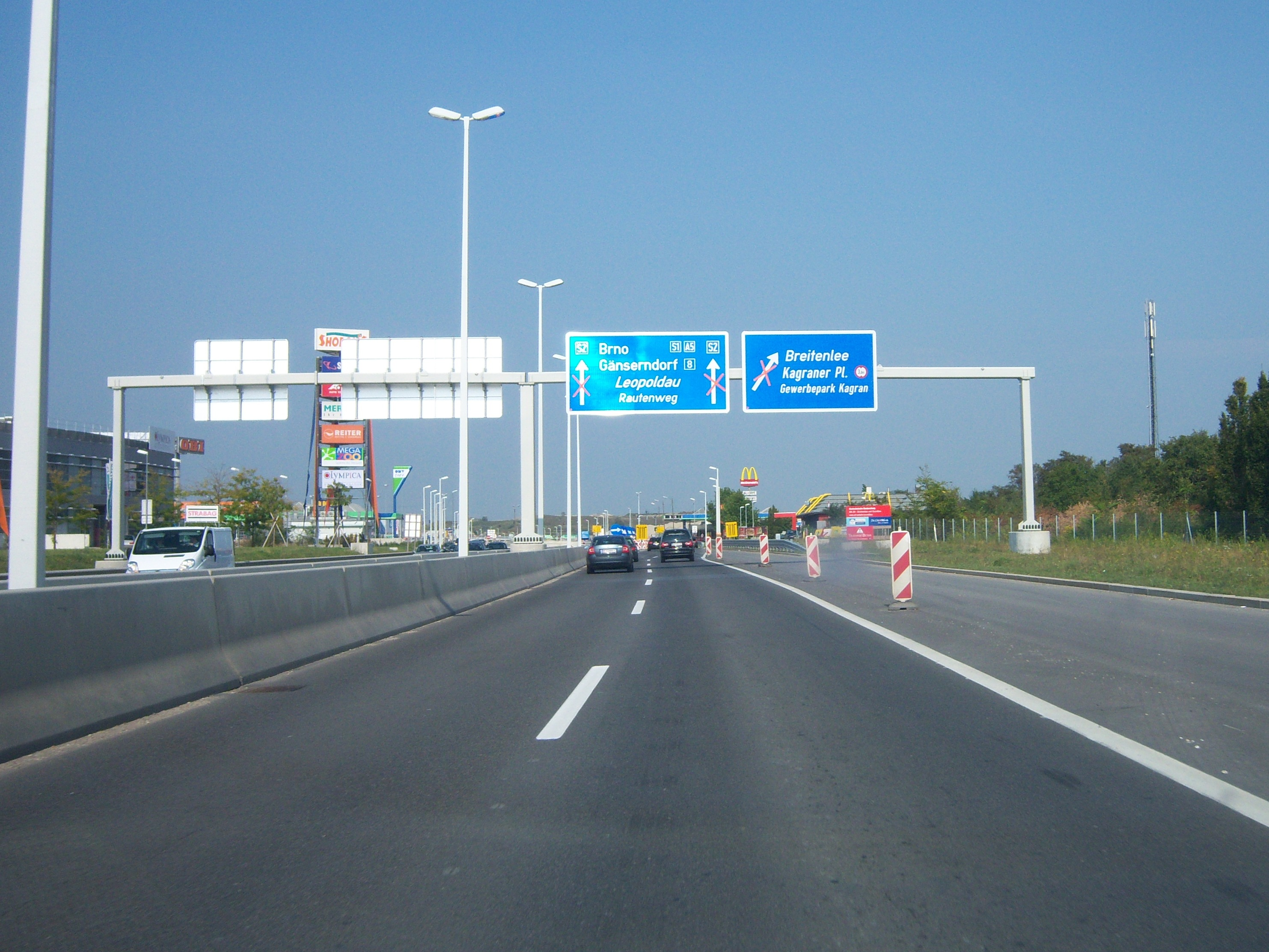
S2 u výjezdu na Breitenleer Straße
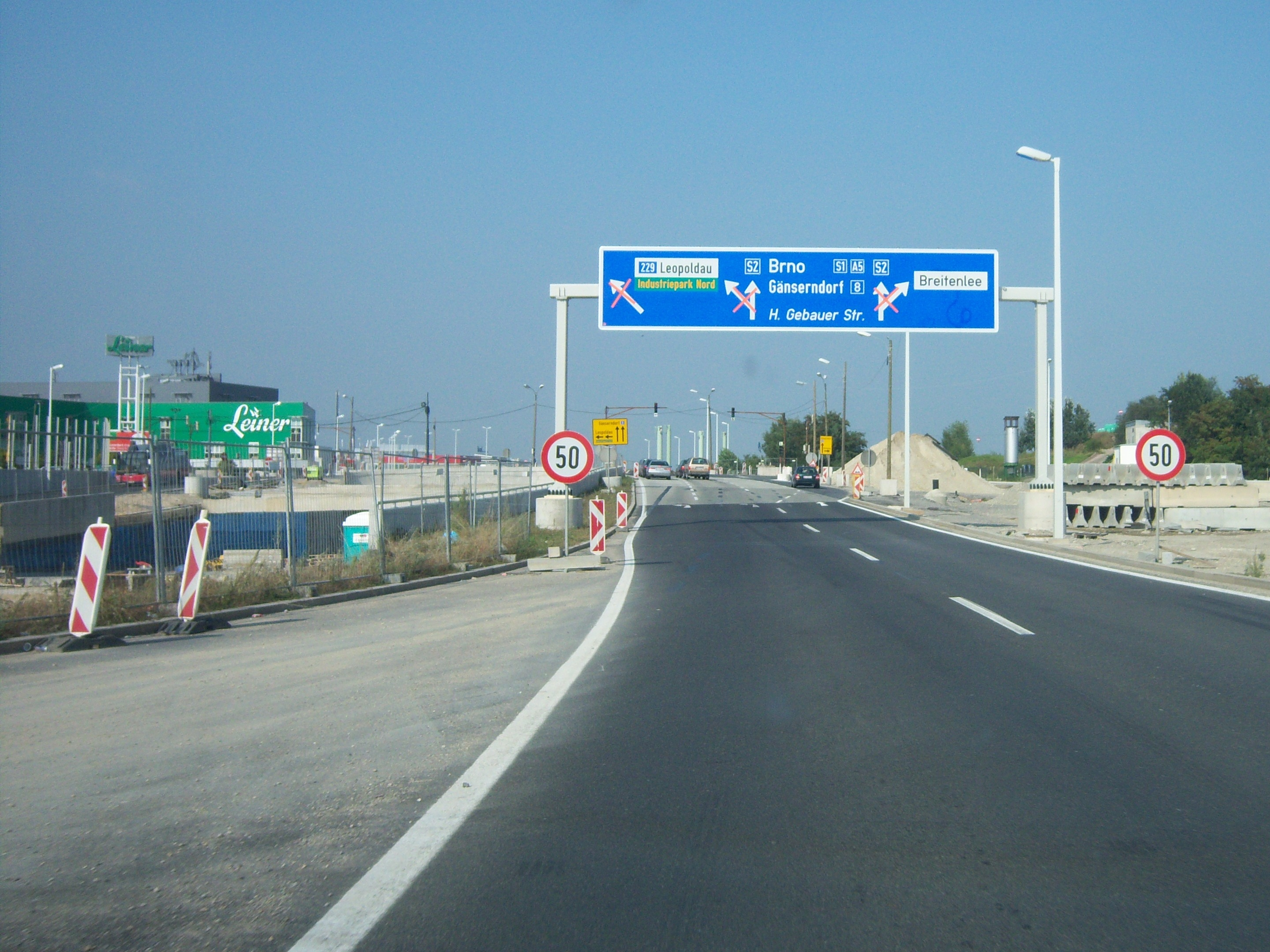
S2 u výjezdu Rautenweg-Süd